# Wojciech Kamiński
Wojciech Kamiński (27 febbraio 1974) è un allenatore di pallacanestro ed ex cestista polacco.

## Palmarès
- Coppa di Polonia: 3

Rosa Radom: 2016
Stal Ostrów Wiel.: 2019
Legia Varsavia: 2024
- Supercoppa polacca: 1

Rosa Radom: 2016